# But It’s Better If You Do
”But It’s Better If You Do” jest trzecim singlem z pierwszego albumu Panic! at the Disco, A Fever You Can’t Sweat Out. Piosenka, została napisana przez Ryana Rossa. Była drugą piosenką P!ATD, do której nakręcono teledysk. Tytuł zawzięty jest z filmu Bliżej (Closer), w którym Natalie Portman, powiedziała: „lying is the most fun a girl can have without taking her clothes off... But It’s Better If You Do” i stąd właśnie piosenka wzięła swój tytuł, chociaż nie miała z nim nic wspólnego... tak jak zresztą reszta piosenek na ich debiutanckim albumie. Piosenka „Lying Is the Most Fun a Girl Can Have Without Taking Her Clothes Off”, również wzięła stąd swój tytuł.

## Teledysk
Teledysk, jak powiedział Brendon Urie, miał być w stylu retro i taki właśnie był. Rozpoczyna się piosenką „Intermission” z albumu, w stylu Black & White, a akcja teledysku rozgrywa się w „nielegalnym klubie striptizerskim”. Maski, tańczące kobiety i P!ATD. Teledysk miał swoją premierę w  maju 2006 roku.

## Lista utworów

### UK/CD Digital
1. But It’s Better If You Do
2. I Write Sins Not Tragedies (91x Acoustic Session)

### UK 7” Poster Bag
1. But It’s Better If You Do
2. The Only Difference Between Martyrdom and Suicide Is Press Coverage (Tommie Sunshine Brooklyn Fire Remix)

### UK 7” Vinyl
1. But It’s Better If You Do
2. I Write Sins Not Tragedies (iTunes Session)